# Bloody Roar (serie)
Bloody Roar (ブラッディロア, Buraddi Roa) es una serie de videojuegos de lucha en formato 3D, creada por Hudson Soft y desarrollados junto con Eighting. La serie ha sido publicada por varias compañías, incluidas Virgin Interactive, Activision y Konami. Konami tiene los derechos de la franquicia después de que Hudson Soft fuera absorbida por la antigua compañía en 2012.
La serie comenzó en 1997 bajo el nombre de Beastorizer. El tema del juego incorporó el antropomorfismo, donde el jugador tiene la capacidad de transformarse en una criatura mitad humana, mitad animal conocida como Zoanthrope (el nombre proviene del término clínico, zoantropía, que es similar al de licantropía). El juego aparecería con el nombre "Bloody Roar" cuando se transfirió a PlayStation en 1998, que se convertiría en el título permanente a partir de entonces.
En 2010 salió al mercado un relanzamiento de Bloody Roar 2, con siete personajes adicionales en los formatos PlayStation 3 y PlayStation Portable (PSP).

## Lista de juegos
| Título                    | Lanzamiento | Plataforma                                |
| ------------------------- | ----------- | ----------------------------------------- |
| Bloody Roar / Beastorizer | 1997        | Arcade                                    |
| Bloody Roar / Beastorizer | 1998        | PlayStation                               |
| Bloody Roar 2             | 1999        | PlayStation                               |
| Bloody Roar 3             | 2000        | PlayStation 2                             |
| Bloody Roar: Primal Fury  | 2002        | Gamecube                                  |
| Bloody Roar Extreme       | 2002        | Xbox                                      |
| Bloody Roar 4             | 2003        | PlayStation 2                             |
| Bloody Roar 2             | 2010        | PlayStation 3, PlayStation Portable (PSP) |

## Otros medios
Bloody Roar fue adaptado a un manga dibujado por Maruyama Tomowo. Fue publicado originalmente en Monthly Shōnen Jump. Se utilizaron algunos temas de los juegos, pero los escenarios y personajes de la versión de Maruyama eran completamente nuevos, aunque algunos de sus personajes se parecían mucho a los personajes originales del juego. Las estrellas principales del manga eran un zoántropo lobo solitario, Fang, y una coneja llamada Mashiro. Sus aventuras los hicieron luchar contra hombres bestia fuera de control y tratar de evitar que una criatura malvada fuera liberada por la reunión de talismanes. El manga fue lanzado en dos volúmenes durante el 2001.
En los primeros tres juegos, se utilizaron obras de arte de la artista Naochika Morishita, también conocida como CARAMEL MAMA, para las ilustraciones conceptuales y en las escenas de corte del juego.
Para su sencillo de 2000 "My Console", el grupo italiano de eurodance Eiffel 65 incluye Bloody Roar junto con varios otros títulos populares de PlayStation en la letra de la canción.
Yugo aparece como un personaje jugable en el juego de lucha de 2003 DreamMix TV World Fighters.

## Recepción
Dale Bashir del sitio web IGN alabó la trama del primer título al afirmar que «era único ya que su mecánica central permitía a sus luchadores transformarse por completo en animales híbridos con conjuntos de movimientos extendidos», pero lamentó que la serie se haya mantenido inactiva desde su último lanzamiento.
Mario Mario Sánchez de MeriStation dijo que las dos primeras entregas de la saga gozaron de buena crítica y recepción «dados sus buenos gráficos y directa jugabilidad». Claudio Portilla del periódico chileno La Tercera afirmó que «la saga permanece viva en el recuerdo de los jugadores, como uno de los grandes juegos que tuvo la PlayStation».